# (11325) Slavický
(11325) Slavický, désignation internationale (11325) Slavicky, est un astéroïde de la ceinture principale.

## Description
(11325) Slavicky est un astéroïde de la ceinture principale. Il fut découvert le 17 septembre 1995 à l'Observatoire d'Ondřejov par Lenka Šarounová. Il présente une orbite caractérisée par un demi-grand axe de 2,54 UA, une excentricité de 0,14 et une inclinaison de 1,4° par rapport à l'écliptique.

## Compléments